# Euphydryas phaetana
Euphydryas phaetana är en fjärilsart som beskrevs av Jacob Hübner 1818. Euphydryas phaetana ingår i släktet Euphydryas och familjen praktfjärilar. Inga underarter finns listade i Catalogue of Life.